# Жаутиков, Темкен Мукашевич
Темкен Мукашевич Жаутиков (каз. Темкен Мұқашұлы Жәутіков; 18 июля 1932, аул Тосагаш, Лебяжинский район, Павлодарская область, КазССР, СССР — 25 ноября 2014, Казахстан) — советский и казахстанский учёный, доктор геолого-минералогических наук (1988).

## Биография
Родился 18 июля 1932 года в ауле Тосагаш Лебяжинского района Павлодарской области. Отец погиб на фронтах Великой Отечественной войны.
В 1950 году окончил казахскую среднюю школу им. Абая в Павлодаре и поступил на геологоразведочный факультет Казахского горно-металлургического института (специальность «Геология и разведка месторождений полезных ископаемых»), окончив его в 1955 году. В 1955—1969 годах работал в Восточном Казахстане сначала в системе «Каззолоторазведка» Минцветмета КазССР. Материалы проведённых исследований легли в основу кандидатской диссертации на тему «Особенности геологического развития центральной части Чингиз-Тарбагатайского мегантиклинория» (научный руководитель Р. А. Борукаев), защищённой в 1970 году.
После защиты по конкурсу отобран на работу в систему Академии наук КазССР. В 1970—1973 годах — руководитель Алтайского отдела Института геологических наук им. К. И. Сатпаева, в 1974 году перевёлся в Алма-Ату.
В 1988 г. защитил докторскую диссертацию на тему: «Закономерности размещения и принципы прогнозирования золотого оруденения Казахстана» по специальности 04.00.11 — «Металлогения».
В 1992 году (по другим данным, в 1994 или 1996 году) стал лауреатом Государственной премии в области науки, техники и образования за «Разработку научных принципов прогнозирования, методов поисков и разведки, создание на этой основе надежной минерально-сырьевой базы благородных металлов Республики Казахстан».
Скончался 25 ноября 2014 года после продолжительной тяжёлой болезни.

## Научная деятельность
Основные научные труды посвящены изучению закономерностей размещения полиметаллических и золоторудных месторождений в земной коре, прогнозам их запасов.
Автор более 200 работ. Некоторые работы:
- Золото Казахстана, М., 1992;
- Металлические полезные ископаемые Казахстана, А., 1994.
- Металлогения месторождении золота Казахстана
- Условия образования месторождении главных золоторудных формалин Казахстана
- Промышленно-генетические типы, закономерности формирования и прогноз месторождении золота Казахстана
- коллективная монография «Геология и металлогения Чингиз-Тарбагатайского мегантиклинория».

Соавтор разделов «стратиграфия кембрия» и «тектоника Чингиз-Тарбагатайской складчатой системы» в многотомном издании «Геология СССР. Том XX. Центральный Казахстан. Книги 1 и 2».